# Могила
Могила је старословенски назив хумки за сахрањивање, које су регионални тип тумула (из лат. tumulus).
Могила је врста земљане хумке полукружног или конусног облика, подигнуте изнад гроба умрлог или умрлих. Хумка, виша или мања, подигнута је насипањем земље изнад гробнице, често дограђена са дрвеним и каменим елементима. У дну могиле се налази гробница камене или дрвене конструкције, са скелетом или кремираним остацима, у зависности од типа сахране. Погреб је у старим временима често пратио и сложен сакрални ритуал, при којем су се поред сахрањених полагали његови или њени лични предмети – у археологији познати као гробни прилози.
Термину могила одговара источноевропска, односно азијска реч курган односно већ поменути тумулус који се користи у западноевропским језицима, тако да се заправо ради о синонимним терминима. Израз могила се за гроб у виду насипаног брежуљка употребљава на словенском говорном подручју, пре свега на Балкану.

## Историјска позадина
Могиле се као облик сахрањивања углавном јављају у источној и јужној Европи (са коренима ритуала у Азији), и то од неолитског и гвозденог доба (на пример у древној скитској, уњетичкој, или у лужичкој култури), па све до раног средњег века (на пример код Варјаза, и паганских Словена – Венеда и Руса).

## Етимолошка позадина
Могила, што је у старословенском значило купаст облик, заправо је била изведена из речи могти – која је првобитно значила повући (у купу), то јест прикупити. Према једном другом тумачењу пра-корен речи мо- значи "моћ" и "морал". У част моралних и поштених људи који су били велики у очима њихових сународника, у давној прошлости подизане су велике могиле. Реч је у српском језику временом изменила облик у громи-ла, али је значење корена у речи могила и у речи громила остао исти: мог (могь) = гром (сила) = моћ, моћи (глагол), а носилац полазног и основног семантичког значења је у речи "мо" која је у старословенском значила "моћ, снага". Моги-ла је сходно тој претпоставци настала од старословеског корена мо- и суфикса -гь: могь могть (ген. моћи).
Реч се јавља у више савремених словенских језика, као на пример у бугарском (могила), македонском (могила, у множини могиле), руском (могила, у множини могилы), украјинском (моги́ла, у множини могили) или у пољском (mogiła, у множини mogiły), где у сваком од тих језика значи гроб. Врло сличан (синонимни) термин за тумулус је у словачком – mohyla – у којем значи и надгробни споменик. У чешком језику је mohyla исто синоним за тумул. Сличан термин за насипани гроб (и за брег) користи се и у румунском језику – movilă –, вероватно због балканског утицаја.
У руском језику се израз тако усталио, да се на пример користи за масовну гробницу војника погинулих у рату (=братская могила).
Могили је сличан термин громила, али се археолошки односи на други тип тумула, илирског порекла.